# Bayraktar TB1

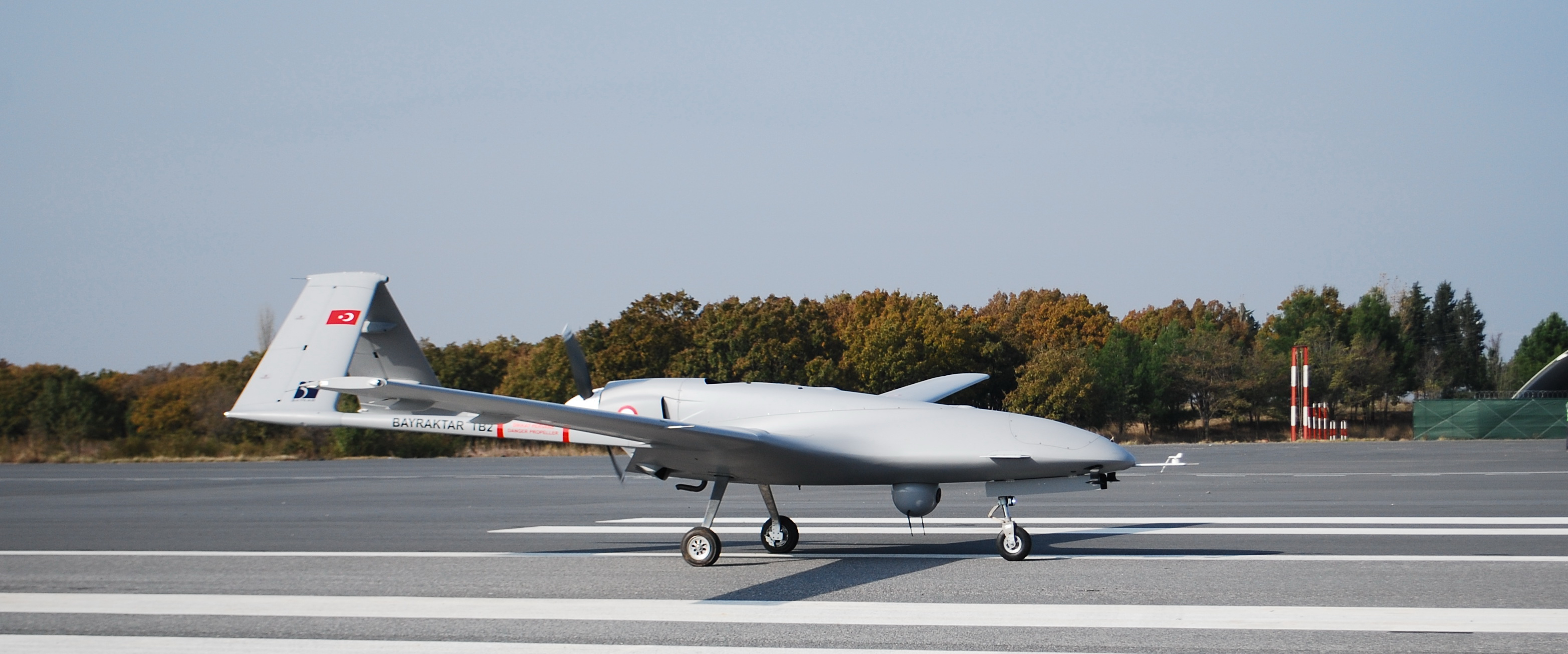
Bayraktar TB2

Bayraktar TB1 (o Bayraktar Çaldıran) es un prototipo de vehículo aéreo no tripulado (UAV) fabricado para el programa de UAV táctico de la Subsecretaría de Industrias de Defensa (Savunma Sanayii Mustesarligi o SSM; ahora se llama Presidencia de Industrias de Defensa) de Turquía, iniciado en 2007. SSM invitó a dos empresas competirán por una fase de demostración de prototipo del Programa Táctico UAS. En 2009, Kale-Baykar, una empresa conjunta entre Kale Group y Baykar Technologies, demostró el Bloque A (llamado Bayraktar Çaldıran) con su sistema de aviónica dual redundante y capacidad de despegue y aterrizaje totalmente autónomo. El avión fue seleccionado como ganador del programa. Si bien se firmó el contrato con la Presidencia de Industrias de Defensa para los Bayraktar TB1, estos productos no se entregaron y se quedaron como prototipos para los Bayraktar Bloque 2. En cambio, la producción en serie comenzó con Bayraktar TB2.